# One for the Road (canção)
"One for the Road" é uma canção da banda britânica de rock Arctic Monkeys, do seu quinto álbum intitulado AM. Foi lançada como single em 9 de dezembro de 2013. A edição em vinil conterá o lado b "You're So Dark".

## Videoclipe
Um videoclipe foi lançado para a canção em 23 de outubro de 2013. Foi filmado em preto e branco e dirigido por Focus Creeps, com quem a banda trabalhou anteriormente em diversos vídeos em 2011 e 2012, incluindo o clipe vencedor do NME Awards por "R U Mine?". O vídeo mostra o guitarrista Jamie Cook vestindo um terno enquanto dirige um trator, a banda em um milharal e uma festa com modelos e fogos de artifício.

## Faixas
| Download digital |                    |         |  |
| N.º              | Título             | Duração |  |
| 1.               | "One for the Road" | 3:26    |  |

| 7" vinil |                    |         |  |
| N.º      | Título             | Duração |  |
| 1.       | "One for the Road" | 3:26    |  |
| 2.       | "You're So Dark"   |         |  |

## Paradas musicais
| Paradas (2013)                 | Melhor posição |
| ------------------------------ | -------------- |
| Bélgica (Ultratop 50 Flandres) | 76             |
| Reino Unido (UK Indie Chart)   | 14             |

## Histórico de lançamento
| País           | Data                   | Gravadora | Formato(s)                 |
| -------------- | ---------------------- | --------- | -------------------------- |
| Reino Unido    | 9 de dezembro de 2013  | Domino    | 7" vinil, download digital |
| Estados Unidos | 10 de dezembro de 2013 | Domino    | 7" vinil, download digital |